# Jonathan Lastra
Pour les articles homonymes, voir Lastra et Martínez.
Lastra  Martínez est un nom espagnol. Le premier nom de famille, en général paternel, est Lastra ; le second, en général maternel, souvent omis, est Martínez.
Jonathan Lastra Martínez (né le 3 juin 1993 à Bilbao) est un coureur cycliste espagnol.

## Biographie
Il signe un contrat avec l'équipe continentale professionnelle Caja Rural-Seguros RGA à la fin de l'année 2015.
Lors de la saison 2021, il se distingue sur de nombreuses courses par étapes, 8e au classement général du Tour de l'Alentejo, remporté par son coéquipier Orluis Aular, 17e du Tour du Pays basque, 14e du Tour de Norvège, 9e du Tour de Slovaquie ou encore 8e du Tour de Croatie.
L'équipe Cofidis annonce le 9 septembre 2022 son arrivée pour la saison 2023. Sa mission, selon Cédric Vasseur, sera d'épauler Guillaume Martin et Ion Izagirre.

## Palmarès sur route

### Palmarès amateur
- 2013
  - Champion du Pays basque sur route espoirs
  - San Juan Sari Nagusia
  - 2e du San Bartolomé Saria
  - 3e du Mémorial José María Anza
  - 3e de l'Antzuola Saria
- 2014
  - Mémorial Sabin Foruria
  - 2e de la Klasika Lemoiz
- 2015
  - Vainqueur du Torneo Lehendakari
  - Subida a Gorla
  - 2e de l'Ereñoko Udala Sari Nagusia
  - 2e du Trophée Eusebio Vélez
  - 2e de la Lazkaoko Proba
  - 2e du Mémorial Etxaniz
  - 2e du Circuito Sollube
  - 3e du Mémorial Sabin Foruria
  - 3e du Laudio Saria

### Palmarès professionnel
- 2019
  - Classica da Arrábida
- 2021
  - 2e de la Classica da Arrábida
  - 2e du Trofeo Serra de Tramuntana
- 2022
  - 1re étape du Grand Prix International de Torres Vedras-Trophée Joaquim Agostinho
  - 3e du Tour de Castille-et-León

### Résultats sur les grands tours

#### Tour d'Italie
2 participations
- 2023 : 35e
- 2025 : 65e

#### Tour d'Espagne
5 participations
- 2018 : 123e
- 2019 : 101e
- 2020 : 61e
- 2021 : abandon (18e étape)
- 2024 : non-partant (13e étape)

### Classements mondiaux
| Année                                 | 2015 | 2016  | 2017 | 2018 | 2019 | 2020  | 2021 | 2022 | 2023 | 2024 |
| ------------------------------------- | ---- | ----- | ---- | ---- | ---- | ----- | ---- | ---- | ---- | ---- |
| Classement mondial                    |      | 1076e | 687e | 598e | 310e | 1361e | 151e | 235e | 729e | 797e |
| UCI Europe Tour                       | 875e | 761e  | 460e | 384e | 255e | 1032e | 129e | 192e | nc   | nc   |
| UCI America Tour                      | nc   | 493e  | nc   | nc   |      |       |      |      |      |      |
|                                       |      |       |      |      |      |       |      |      |      |      |
| Légende : nc = non classéSource : UCI |      |       |      |      |      |       |      |      |      |      |

## Palmarès en cyclo-cross
| - 2008-2009 - Champion d'Espagne de cyclo-cross cadets - Champion du Pays basque de cyclo-cross cadets - Champion de Biscaye de cyclo-cross cadets - 2010-2011 - Champion du Pays basque de cyclo-cross juniors - Champion de Biscaye de cyclo-cross juniors - VII Cyclo-cross de Medina de Pomar juniors, Medina de Pomar - 2e du championnat d'Espagne de cyclo-cross juniors - 2011-2012 - Champion du Pays basque de cyclo-cross espoirs - 3e du championnat de Biscaye de cyclo-cross espoirs | - 2012-2013 - Champion d'Espagne de cyclo-cross espoirs - Champion du Pays basque de cyclo-cross espoirs - 2013-2014 - Champion d'Espagne de cyclo-cross espoirs - Champion du Pays basque de cyclo-cross espoirs - Champion de Guipuscoa de cyclo-cross |  |